# Jesús Jiménez
Jesús Jiménez Núñez (ur. 5 listopada 1993 w Leganés) – hiszpański piłkarz grający na pozycji pomocnika w Bruk-Bet Termalica Nieciecza.

## Kariera klubowa
Jesús Jiménez przygodę z juniorską piłką nożną rozpoczynał w CD Leganés oraz klubach sportowych takich jak CD Leganés B i AD Unión Adarve.

## Statystyki
| Klub               | Sezon              | Liga               | Liga    | Liga   | Puchar krajowy | Puchar krajowy | Puchary kontynentalne | Puchary kontynentalne | Inne    | Inne   | Łącznie | Łącznie |
| Klub               | Sezon              | Nazwa              | Występy | Bramki | Występy        | Bramki         | Występy               | Bramki                | Występy | Bramki | Występy | Bramki  |
| ------------------ | ------------------ | ------------------ | ------- | ------ | -------------- | -------------- | --------------------- | --------------------- | ------- | ------ | ------- | ------- |
| Unión Adarve       | 2013/14            | Tercera División   | 27      | 5      | —              | —              | —                     | —                     | —       | —      | 27      | 5       |
| AD Alcorcón B      | 2014/15            | Tercera División   | 13      | 1      | —              | —              | —                     | —                     | —       | —      | 13      | 1       |
| Atlético Pinto     | 2014/15            | Tercera División   | 16      | 2      | —              | —              | —                     | —                     | —       | —      | 16      | 2       |
| CD Illescas        | 2015/16            | Tercera División   | 36      | 15     | —              | —              | —                     | —                     | —       | —      | 36      | 15      |
| CF Talavera        | 2016/17            | Tercera División   | 33      | 26     | —              | —              | —                     | —                     | 2       | 1      | 35      | 27      |
| CF Talavera        | 2017/18            | Segunda División B | 35      | 10     | 2              | 2              | —                     | —                     | —       | —      | 37      | 12      |
| CF Talavera        | Łącznie            | Łącznie            | 68      | 36     | 2              | 2              | —                     | —                     | 2       | 1      | 72      | 39      |
| Górnik Zabrze      | 2018/19            | Ekstraklasa        | 36      | 5      | 4              | 2              | 4                     | 0                     | —       | —      | 44      | 7       |
| Górnik Zabrze      | 2019/20            | Ekstraklasa        | 35      | 12     | 1              | 0              | —                     | —                     | —       | —      | 36      | 12      |
| Górnik Zabrze      | 2020/21            | Ekstraklasa        | 4       | 5      | 1              | 1              | —                     | —                     | —       | —      | 5       | 6       |
| Górnik Zabrze      | Łącznie            | Łącznie            | 77      | 22     | 5              | 3              | 4                     | 0                     | —       | —      | 87      | 25      |
| Łącznie w karierze | Łącznie w karierze | Łącznie w karierze | 208     | 75     | 8              | 5              | 4                     | 0                     | 2       | 1      | 224     | 82      |